# Ślimakobrzeżek lessowy
Ślimakobrzeżek lessowy (Hilpertia velenovskyi (Schiffner) R.H. Zander) – gatunek mchu z rodziny płoniwowatych (Pottiaceae Schimp.).

## Systematyka i nazewnictwo
Synonimy według The Plant List: Hilpertia scotteri (R.H. Zander & Steere) R.H. Zander, Tortula scotteri R.H. Zander & Steere, Tortula velenovskyi Schiffner.

## Ochrona
Od 2014 r. roślina objęta częściową ochroną gatunkową w Polsce, na mocy Rozporządzenia Ministra Środowiska z dnia 9 października 2014 r. w sprawie ochrony gatunkowej roślin. W latach 2004–2014 gatunek podlegał ochronie ścisłej.